# The Lost Files of Sherlock Holmes: Case of the Rose Tattoo
The Lost Files of Sherlock Holmes: Case of the Rose Tattoo è un videogioco d'avventura sviluppato da Mythos Software e pubblicato da Electronic Arts nel 1996 per MS-DOS. Il videogioco è incentrato sul personaggio di Sherlock Holmes creato da Arthur Conan Doyle ed è ambientato nella Londra dell'epoca vittoriana.
Il gioco è incentrato su Mycroft Holmes e presenta attori digitalizzati.
È il seguito di The Lost Files of Sherlock Holmes, anche noto con il sottotitolo The Case of the Serrated Scalpel per distinguerlo dal successivo.